# Stranice, Pljevlja
Stranice este un sat din comuna Pljevlja, Muntenegru. Conform datelor de la recensământul din 2003, localitatea nu are niciun locuitor (la recensământul din 1991 erau 24 de locuitori).

## Demografie
|  |

| Demografie | Demografie | Demografie |
| An         | Locuitori  | Locuitori  |
| ---------- | ---------- | ---------- |
|            |            |            |
|            |            |            |
|            |            |            |
|            |            |            |
| 1948       | 79         |            |
| 1953       | 83         |            |
| 1961       | 92         |            |
| 1971       | 74         |            |
| 1981       | 37         |            |
| 1991       | 24         | 24         |
| 2003       | -          | -          |